# Aedes nummatus
Aedes nummatus är en tvåvingeart som beskrevs av Edwards 1923. Aedes nummatus ingår i släktet Aedes och familjen stickmyggor. Inga underarter finns listade i Catalogue of Life.